# Criação Velha
Criação Velha ist eine portugiesische Gemeinde (Freguesia) im Kreis (Concelho) von Madalena, auf der Azoren-Insel Pico. In der Gemeinde leben 809 Einwohner (Stand 19. April 2021).

## Geschichte
Nach der Besiedlung der Insel Pico ab 1460 wurde hier Viehzucht betrieben. Der heutige Gemeindename (dt.: Alte Viehzucht) geht darauf zurück. Ab dem 16. Jahrhundert wurde auch hier verstärkt Weinbau betrieben. Die zuvor zu Madalena gehörige Gemeinde wurde 1799 eigenständig.
2004 wurde die auch in der Gemeinde Criação Velha gepflegte Weinbaukultur der Insel Pico in das UNESCO-Welterbe aufgenommen.

## Verwaltung
Criação Velha ist Sitz einer gleichnamigen Gemeinde (Freguesia). Folgende Ortschaften liegen in der Gemeinde:
- Alto da Cerca,
- Canada de Beatriz
- Canada de Pedro Nunes
- Canada do Bacelo
- Canada do Costa
- Canada do Japão
- Canada do Monte
- Criação Velha
- João Lima
- Lajidos
- Rosário
- Tapadas

## Besonderes und Sehenswertes
Die einschiffige Pfarrkirche Igreja de Nossa Senhora das Dores, zu der eine repräsentative Allee aus Platanen führt, wurde 1728 erbaut. Im Ortskern stehen noch mehrere gut erhaltene Wohnhäuser aus dem 19. und vom Beginn des 20. Jahrhunderts. Das Baujahr der Heilig-Geist-Kapelle in der Nähe der Kirche ist im Giebel mit 1902 angegeben.